# Jean Louis de Nogaret de La Valette
Jean Louis de Nogaret de la Valette  (Château de Caumont, mayo de 1554 - Loches, 13 de enero de 1642) fue un noble, político y militar francés, señor de La Valette y de Caumont y I duque de Epernon.
Fue uno de los mignons del rey Enrique III de Francia, apodado «le demi roi» (el semirrey) a causa de su poder e influencia.

## Biografía
Era hijo de Jean de Nogaret de la Valette, señor del château de Caumont en Gascuña, y de Jeanne de Saint Lary de Bellegarde.
Tanto su padre como su abuelo, Pierre de Nogaret, sieur de La Valette, combatieron en las guerras de Italia. Por ello fue casi natural que Jean-Louis abrazara la carrera militar. Cadete de Gascuña, participó joven en las batallas de las guerras de religión: Mauvezin (1570), junto con su padre, donde estuvo en un tris de morir, el infructuoso asedio de La Rochelle y los victoriosos asedios de La Charité-sur-Loire y de Issoire (1577).
Fue en el asedio de La Rochelle donde conoció al duque de Anjou, futuro Enrique III de Francia. En diciembre de 1578 pasó a formar parte del círculo íntimo del nuevo rey, aliándose con el duque de Joyeuse, el más cercano amigo y colaborador del rey. 
Fruto de su influencia cortesana, fue nombrado maestre de campo del Regimiento de Champaña (1579), gobernador de la Fère, recién tomada a las tropas del príncipe de Condé (1580), Coronel general de la Infantería, duque de Épernon, par de Francia y consejero de Estado (1581), primer gentilhombre de cámara del Rey (1582), caballero de la Orden del Espíritu Santo, gobernador del Bolonesado y de Loches, de Metz y del Pays messin, de la ciudadela de Lyon (1583), caballero ordenanza del Rey (1584), gobernador de Provenza (1586), y, a la muerte del duque de Joyeuse (1587), almirante de Francia y gobernador de Normandía, Caen y Havre de Grâce.
Abandonó la corte en 1588, sacrificado por exigencias políticas, retirándose al Aunis y la Saintonge, donde dirigió cartas muy sumisas al rey, donde no dejaba de resaltar su importancia militar y política. Retornó a la Corte en 1589. 
Tras el asesinato de Enrique III en 1589, se opuso a la sucesión de Enrique de Navarra e intentó formar un gobierno independiente en Provenza, pero se vio obligado a someterse al nuevo rey, continuando en sus funciones hasta el asesinato de este último, sospechándose su implicación en el mismo. Permaneció próximo a la reina María de Médici, pero fue enemigo de Concino Concini. En la época de Luis XIII, que hizo asesinar a Concini, se le encomendó la represión de la insurrección de los hugonotes en Aquitania y fue nombrado gobernador militar de la Guyena en 1622, donde permanecería hasta 1638, marginado por el cardenal Richelieu. Estableció su real en el château de Cadillac, construido en 1599.
Su reprobable relación con Henri de Sourdis (hermano y sucesor cardenal Francisco de Sourdis), que exigió su excomunión (1634) después de que el duque Épernon le golpeara en público, le valió el exilio.
Murió caído en desgracia en Loches en 1642, a los 88 años.

## Matrimonio e hijos
Casó en 1587 con Margarita de Foix-Candale (1567-1593), con quien tuvo tres hijos: 
- Henri, duc de Foix-Candale (1591-1639),
- Bernard de Nogaret de La Valette d'Épernon, duque de Epernon]] (1592-1661), et
- Louis de Nogaret d'Épernon, cardenal de la Valette (1593-1639).

Tuvo otros cuatro hijos: 
- Louise (hija de Diana de Estrées)
- Louis, obispo de Mirepoix, luego de Carcasona.
- Bernard, prior de Bellefonds.
- Jean-Louis, caballero de la Valette.